# Eutymiusz II (patriarcha Jerozolimy)
Eutymiusz II – prawosławny patriarcha Jerozolimy do 1223 r. Data początku jego urzędowania nie jest znana.